# Thanh Hà (hoa hậu)
Nguyễn Thanh Hà (sinh ngày 1 tháng 8 năm 2004) là một Hoa hậu, người mẫu người Việt Nam. Cô đăng quang Hoa hậu Môi trường Việt Nam 2022. Vì thế, cô trở thành đại diện Việt Nam tại Hoa hậu Sinh thái Quốc tế 2023 và đăng quang ngôi vị cao nhất cùng với giải phụ Best Eco Dress.

## Tiểu sử
Thanh Hà tên đầy đủ là Nguyễn Thanh Hà sinh năm 2004 tại Bến Tre. Cô từng theo học tại trường Trường THPT Vinschool TP.HCM và từng đăng quang cuộc thi Hoa khôi Trường THPT Vinschool TP.HCM. Đồng thời, cô hiện tại là sinh viên của Đại học Fulbright Việt Nam.

## Sự nghiệp

### Hoa hậu Môi trường Việt Nam 2022
Năm 2022, trong đêm chung kết Hoa hậu Môi trường Việt Nam 2022, Thanh Hà đã đăng quang ngôi vị cao nhất của cuộc thi đồng thời còn đạt được giải phụ "Người đẹp Truyền thông". Với tư cách là hoa hậu, cô được trao quyền đại diện Việt Nam tham dự Hoa hậu Sinh thái Quốc tế 2023.

### Hoa hậu Sinh thái Quốc tế 2023
Năm 2023, cô đại diện Việt Nam tại cuộc thi Hoa hậu Sinh thái Quốc tế 2023 được diễn ra tại Cairo, Ai Cập. Vào đêm bán kết, cô đạt được giải phụ Best Eco Dress và được đặc cách vào Top 11 chung cuộc của cuộc thi. Vào đêm chung kết, cô xuất sắc vượt 39 thí sinh khác và đăng quang ngôi vị hoa hậu, cô là người Việt Nam đầu tiên đăng quang cuộc thi này.

## Thành tích
- Hoa hậu Môi trường Việt Nam 2022
- Hoa hậu Sinh thái Quốc tế 2023
  - Giải phụ - Best Eco Dress